# W.A.S.P.
W.A.S.P. es una banda estadounidense de glam metal, fundada bajo el nombre de Circus Circus (el cual solo les duraría un año) por el cantante y guitarrista Blackie Lawless. Emergieron de la ciudad californiana de Los Ángeles, dentro de la escena a la que pertenecían con sonido similar a otras bandas en su momento como por ejemplo Dokken, Def Leppard, Mötley Crüe, Kiss, Tesla, Poison, Ratt, Guns N' Roses, Twisted Sister o Pantera, ellos se orientaban hacia una propuesta musical más compleja, callejera, explícita y pesada, siendo además junto a otros como Skid Row o Cinderella pioneros también del sleaze rock, e incluso complejizando su sonido a partir de su disco conceptual y ópera rock The Crimson Idol, añadiendo una tendencia progresiva en sus canciones. La popularidad de la banda alcanzó su clímax en la década de los ochenta, continúan grabando discos y haciendo giras, convirtiéndose en una de las bandas más duraderas de la Costa Oeste de los Estados Unidos.
Con el paso de los años han tenido cambios tanto en la formación, siendo la marcha del guitarrista Chris Holmes la más destacada, como en el estilo musical, variando desde discos oscuros y conceptuales, hasta volver a sus orígenes más crudos y controversiales, su lenguaje continúa siendo provocador y polémico, realizando también mensajes de denuncia social y política en sus letras.

## Historia

### Primeros años yW.A.S.P.(1978-1984)

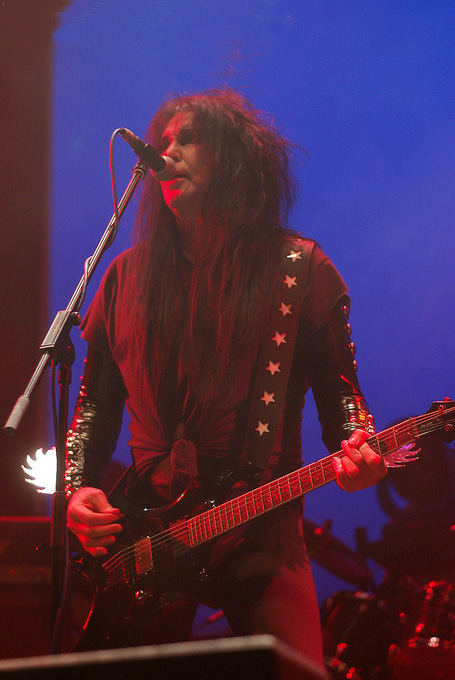
Blackie Lawless.

La historia de W.A.S.P. se remonta a una formación musical angelina llamada Sister, donde se conocieron el cantante Blackie Lawless y el guitarrista Randy Piper. La alineación original de W.A.S.P. se formó en Los Ángeles, California en 1982, y estaba compuesta por Lawless, Piper, Rik Fox y Tony Richards. La banda se dio a conocer principalmente por su atrevida e impactante puesta en escena, en la que Lawless contrataba modelos para exponerlas semidesnudas en una máquina de tortura, además de arrojar carne cruda a la audiencia y beber sangre falsa de un cráneo. El primer sencillo de la agrupación, titulado «Animal (Fuck Like a Beast)» y su carátula fueron igualmente controvertidas, por contener referencias sexualmente explícitas.
La primera alineación no tardó en separarse, con la salida de Rik Fox para unirse a la banda Steeler con el vocalista Ron Keel y el guitarrista Yngwie Malmsteen. Fue reemplazado por Don Costa. Al poco tiempo Costa también abandonaría la agrupación siendo reemplazado por el propio Lawless en el bajo. Al mismo tiempo el músico californiano Chris Holmes se unió a la banda, después de que Lawless leyera una publicación hecha por el mismo Holmes en un ejemplar de la revista Hustler, donde ofrecía sus servicios como guitarrista principal.
La primera presentación en vivo de la agrupación ocurrió en un local llamado The Woodstock en el Condado de Orange, California. En 1983 el representante de Iron Maiden, Rod Smallwood, fue a ver a la banda a una de sus presentaciones y quedó impresionado por su excéntrica puesta en escena, por lo que decidió ayudarlos a fichar por una compañía discográfica. W.A.S.P. firmó un contrato con Capitol Records para el lanzamiento de su álbum debut, W.A.S.P., publicado el 17 de agosto de 1984. El mencionado sencillo «Animal (Fuck Like A Beast)» fue omitido del álbum en los Estados Unidos para prevenir la censura en las tiendas de discos de ese país. Poco tiempo después la banda apareció en la película de ciencia ficción El Amo del Calabozo de 1984. Los sencillos «L.O.V.E. Machine» y «I Wanna Be Somebody» impulsaron las ventas del álbum.
En sus primeras presentaciones, la principal intención de W.A.S.P. era generar controversia con su puesta en escena. Para tal motivo Blackie Lawless fingía cortar el cuello a una mujer semidesnuda atada en una plataforma durante la ejecución de la canción «Tormentor». Este acto, aunque muy popular entre los fanáticos de la agrupación, le valió a W.A.S.P. el veto en algunas ciudades de Estados Unidos como Las Vegas. También durante esta gira Lawless lanzaba carne cruda a la audiencia, bebía sangre falsa de una calavera y utilizaba toda clase de efectos pirotécnicos.

### The Last CommandeInside the Electric Circus(1985-1989)
El siguiente álbum, The Last Command fue lanzado en septiembre de 1985 y llegó a la posición n.º 47 en la lista Billboard estadounidense, ayudado especialmente por el exitoso sencillo «Blind in Texas». The Last Command también marcó el ingreso del baterista Steve Riley a la agrupación, quien reemplazó a Tony Richards al inicio de la gira de 1984-85.
En la gira soporte del disco fue omitido el acto de la mujer atada a la plataforma pero se colgaron en el escenario cabezas decapitadas falsas de los miembros de la agrupación. Durante gran parte de la gira, la banda compartió escenario con los neoyorkinos Kiss. Después de la gira, el guitarrista Randy Piper dejó la banda. El bajista Johnny Rod fue su reemplazo, mientras Blackie Lawless dejó de tocar el bajo y se dedicó a la guitarra rítmica.
Con la nueva alineación la banda grabó su tercer producción discográfica, el álbum Inside the Electric Circus, publicado en octubre de 1986. Al igual que sus anteriores trabajos, el álbum logró gran repercusión, aunque la crítica especializada no lo valoró como a sus antecesores. Blackie Lawless expresó años más tarde, en la reedición de Inside the Electric Circus, que se trataba de "un álbum cansado hecho por una banda cansada" y que ese hecho lo impulsó a buscar una nueva dirección musical para la agrupación. A pesar del descontento de Lawless, la banda logró un éxito masivo especialmente en Europa, hecho que los llevó a girar con los británicos Iron Maiden en algunos conciertos de la gira en soporte del álbum Somewhere in Time.

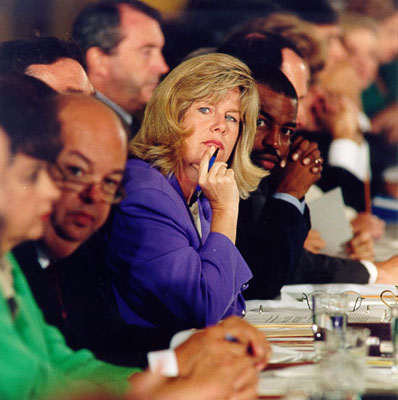
Tipper Gore, una de las mayores impulsoras del Centro de Recursos Musicales para Padres (PMRC), asociación que incluyó la canción «Animal (Fuck Like a Beast)» de W.A.S.P. en la lista Las 15 asquerosas.

El grupo empezó a tener problemas con la asociación del Centro de Recursos Musicales para Padres (PMRC), formada por esposas de congresistas norteamericanos y liderada, entre otras, por Tipper Gore, esposa del político demócrata Al Gore. Los miembros de dicha asociación aseguraban que el rock apoyaba y glorificaba la violencia, el consumo de drogas, el suicidio y las actividades criminales, mientras que abogaban por la censura o la catalogación de la música. Este grupo de presión incluyó una de las canciones de W.A.S.P. en su lista Filthy Fifteen (las 15 asquerosas), junto a canciones de Madonna, Prince, Sheena Easton, AC/DC, Def Leppard, Mercyful Fate, Mötley Crüe, Twisted Sister y Judas Priest. La controversia sin embargo le valió a la banda una publicidad positiva, ganándole aún más reconocimiento y popularidad.
En 1987 la canción «Scream Until You Like It» fue incluida en la banda de sonido de la película de terror Ghoulies 2 y se grabó un videoclip para la misma. Ese año, algunas fechas de la gira promocional de Inside the Electric Circus fueron grabadas de manera profesional, y el 27 de noviembre de 1987 el concierto brindado en el escenario The Long Beach Arena fue publicado como Live...In the Raw, el que sería el primer disco en directo oficial de W.A.S.P. La banda fue invitada a participar en el popular festival Monsters of Rock en el Reino Unido, junto a las agrupaciones Bon Jovi, Dio, Metallica, Anthrax y Cinderella. Steve Riley más tarde abandonó la agrupación para unirse a la banda L.A. Guns.

### The Headless ChildrenyThe Crimson Idol(1989-1995)
El 15 de abril de 1989 W.A.S.P. publicó The Headless Children, su cuarto álbum de estudio y el primero que no incluye la temática sexual en sus letras, dando paso a líricas más profundas y reflexivas. También fue su primer disco en obtener escasas ventas, a pesar de llegar a la posición n.º 48 en la lista Billboard 200. Sin embargo, el álbum se convertiría en uno de los trabajos de W.A.S.P. mejor valorados por la crítica especializada, y de acuerdo a declaraciones de Lawless, es en la actualidad el álbum que más ventas ha conseguido de todo el catálogo de la banda. Tras el abandono de Riley, la batería corrió a cargo de Frankie Banali, quien había tocado recientemente con Quiet Riot. Las canciones «Forever Free» y «The Real Me» (cover de The Who) se convirtieron en las más reconocidas del disco.
Después de su presentación en el festival Monsters of Rock, donde nuevamente fue utilizada la plataforma de tortura, la banda se embarcó en la gira promocional del álbum The Headless Children en 1989, con la particularidad que en ese caso no se usó ningún tipo de acto repulsivo o extremo y se le dio total prioridad a la música y al mensaje que la banda pretendía transmitir. Durante los conciertos se mostraban en pantallas gigantes imágenes sobre la Guerra de Vietnam, el Holocausto nazi y el Ku Klux Klan. El eslogan de la gira The Headless Children fue "The music is loud, the message is clear" ("la música es fuerte, el mensaje es claro").
El guitarrista Chris Holmes dejó la banda en agosto de 1989, lo que llevaría a la separación de la misma por apenas unos meses. Lawless fue tenido en cuenta para interpretar a la máquina exterminadora T-1000 en la película Terminator 2: el juicio final, pero finalmente el elegido para el papel fue el actor Robert Patrick, después de que Arnold Schwarzenegger, protagonista de la cinta, argumentara que Lawless era "demasiado alto" (1.93 metros). Blackie comenzó a trabajar en un proyecto como solista, pero la presión de los promotores y los fanáticos hizo que cambiara de decisión y publicó dicho proyecto como un trabajo de W.A.S.P., pese a los drásticos cambios en la alineación. Irónicamente, la crítica especializada considera a The Crimson Idol como el álbum mejor elaborado de la carrera de W.A.S.P.
The Crimson Idol representó un cambio radical en la imagen y el sonido de la banda. Se trataba de un disco conceptual que reflejaba la dura infancia de Blackie Lawless y sus comienzos en la industria de la música. Participaron en la grabación del disco el guitarrista Bob Kulick y los bateristas Frankie Banali y Stet Howland. En la gira promocional del disco, la agrupación se enfocó en la música y dejó de lado totalmente el aspecto controversial. El eslogan utilizado para esta serie de conciertos fue "Be careful what you wish for... it may come true" ("ten cuidado con lo que deseas... puede volverse realidad").

### Still Not Black EnoughyKill Fuck Die(1995-1997)

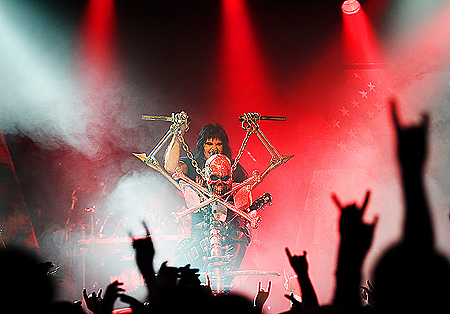
Blackie Lawless en gira Kill.Fuck.Die

El siguiente disco de W.A.S.P. se tituló Still Not Black Enough (1995), una colección de oscuras e introspectivas canciones con una fórmula similar a The Crimson Idol. El álbum contenía la versión de la canción «Somebody to Love» del grupo californiano de rock psicodélico Jefferson Airplane. La edición europea del disco incluía una lista de canciones diferente a la edición norteamericana.
El guitarrista Chris Holmes retornó a la banda en 1996 y junto al recién incorporado Mike Duda al bajo fue parte de la grabación del álbum Kill Fuck Die (1997), inspirado en la película bélica Apocalypse Now de Francis Ford Coppola, disco en el que implementaron el metal industrial, apartándose del heavy metal tradicional de sus discos anteriores y apegándose al estilo que predominaba en la escena musical en ese momento con artistas como Marilyn Manson a la cabeza. La banda también retomó los actos provocativos y controversiales que solían realizar en escena en sus primeros años de carrera, queriendo recuperar el efecto impactante por lo que la banda fue reconocida a comienzos de los años 1980.
En el tour de promoción del álbum, la agrupación recurrió de nuevo a la controversia, incorporando en este caso rutinas aún más salvajes que las vistas en sus primeros conciertos. Se proyectaban imágenes explícitas de sexo y violencia en pantallas gigantes, y en algunas fechas en Europa, una monja con el rostro cubierto era atada a una cruz mientras Lawless simulaba violarla, para luego extraer de ella un feto de plástico al que empalaba en una cuchilla que el cantante tenía alrededor de su cintura. El mismo Blackie también decapitaba a un cerdo falso con un machete. En septiembre de 1998 en un concierto en la ciudad de Nueva Jersey, se reemplazó a la monja por una figura de Marilyn Manson. Producto de esta gira se grabó el álbum en vivo Double Live Assassins.

### HelldoradoyUnholy Terror(1999-2001)
En 1999 publicaron el álbum Helldorado, con el que retornaron al heavy metal tradicional y a la temática sexual en sus letras, dejando de lado los sonidos industriales de Kill Fuck Die. También lanzaron al mercado dos álbumes en vivo, el mencionado Double Live Assassins y The Sting, este último grabado en el Key Club de la ciudad de Los Ángeles y editado en formato de DVD, cuyo resultado final no dejó muy satisfecho a un perfeccionista Blackie Lawless, argumentando su descontento con el sonido y la calidad del vídeo.
En esta gira se dejó de lado nuevamente la plataforma de tortura y las escenas explícitas de violencia y sexo. Se incorporó de nuevo la rutina en la que Lawless bebe sangre de una calavera en algunos de los conciertos, lo que nunca volvería a presentarse en las giras posteriores. También se utilizó un set de micrófono personalizado por Blackie y bautizado 'Elvis' por los fanáticos.
En 2001 salió al mercado el disco Unholy Terror en el que regresaron a la fórmula de las letras oscuras y de reflexión. Para el tour promocional del disco, la banda participó en festivales en Europa entre junio, julio y agosto de 2001, antes de regresar a los Estados Unidos para realizar una gira de otoño. Chris Holmes dejó la banda una vez más en el 2002, argumentando que quería dedicarse a " tocar blues". Holmes, junto a otro exmiembro de W.A.S.P., Randy Piper, formó el proyecto A.N.I.M.A.L. y grabó apenas un álbum de estudio titulado 900 Lb Steam ese mismo año.

### Dying for the WorldyThe Neon God: The Rise – The Demise(2002-2007)
Dying for the World, lanzado en el 2002, fue escrito y grabado en menos de un año, lo que fue algo realmente rápido teniendo en cuenta el carácter perfeccionista de Lawless. En sus notas interiores se refleja una fuerte crítica social y política de Blackie, inspirada en los ataques terroristas del 11 de septiembre de 2001 en los Estados Unidos.
En abril de 2004, W.A.S.P. lanzó la primera parte de The Neon God, titulado The Rise, un álbum conceptual acerca de un chico huérfano con una infancia terrible, el cual desarrolla la habilidad de manipular la mente de las demás personas. Su segunda parte, The Demise, se lanzó en septiembre del mismo año.
En mayo de 2004 la banda inició una gira llamada The Neon God World Tour, con fechas programadas en Europa y Norteamérica, finalizando en los Estados Unidos en septiembre del mismo año. Un segundo tramo de la gira da inicio en octubre. La banda encabeza en 2005 el festival American Blast, compartiendo escenario con L.A. Guns, Metal Church y Stephen Pearcy de Ratt.

### DominatoryBabylon(2007-2014)

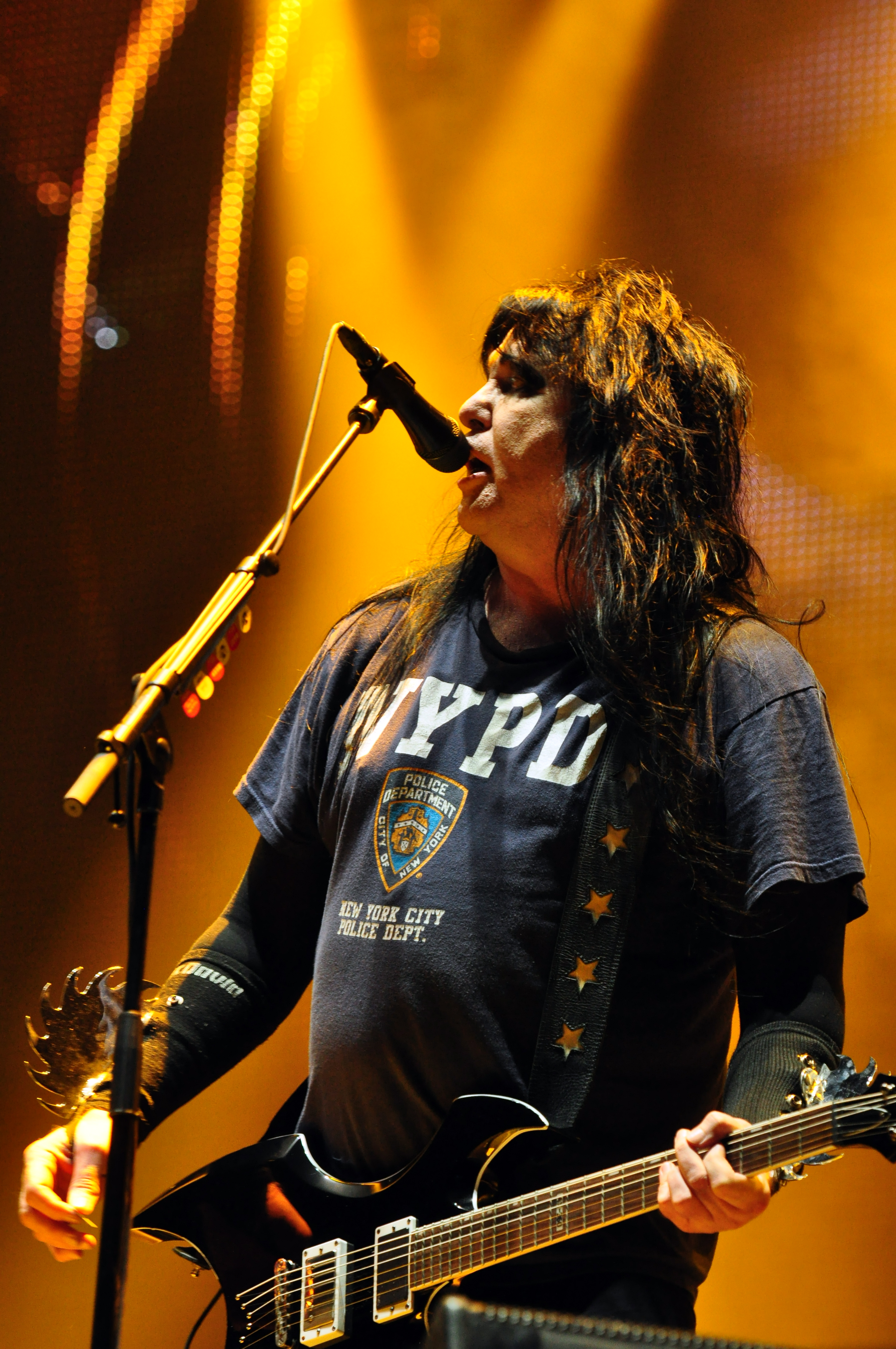
Blackie Lawless en el festival Wacken Open Air en el 2014.

En el 2006 nuevamente la alineación de la banda sufrió notables modificaciones. El baterista Stet Howland abandonó la agrupación, siendo considerado en su reemplazo Larry Howe de Vicious Rumors. En mayo del mismo año fue anunciada la salida del guitarrista Darrell Roberts, quien se unió a la banda Five Finger Death Punch, vacante que cubrió Mark Zavon días antes del comienzo de una nueva gira. El baterista Mike Dupke finalmente se quedó con el puesto de baterista y Doug Blair se convirtió en el nuevo guitarrista.
Una nueva producción discográfica titulada Dominator vio la luz en abril de 2007. El álbum logró escalar a la posición n.º 72 en las listas de éxitos alemanas. En octubre de ese mismo año la banda se embarcó en la gira The Crimson Idol, con el fin de celebrar los quince años del lanzamiento de ese álbum. Fue la primera vez que se tocó en directo The Crimson Idol de principio a fin. La gira dio inicio en Grecia, el 26 de octubre de 2007.
A finales de 2009 fue publicado el álbum de estudio Babylon a través de la discográfica Demolition Records, con la inclusión de dos covers, «Burn» de Deep Purple y «Promised Land» de Chuck Berry.
En una entrevista a un medio noruego en el 2009, Blackie Lawless manifestó su intención de no volver a tocar en vivo la canción «Animal (Fuck Like a Beast)», debido a sus fuertes creencias religiosas.
En la gira promocional del álbum Babylon, llamada The Beast of Babylon Tour, Lawless canceló dos presentaciones, la primera en el Gramercy Theater de la ciudad de Nueva York tras enterarse de que la organización del evento estaba vendiendo entradas V.I.P. por el doble del valor de las entradas generales. La banda declaró después de este hecho: "Nunca le hemos cobrado a un fan por un autógrafo y jamás lo haremos". La segunda cancelación ocurrió en Allentown, Pensilvania, debido a desacuerdos económicos con la organización. En la misma gira también fueron canceladas algunas fechas en Suramérica, siendo la fecha pactada para su primera presentación en Colombia por demás curiosa, debido a que la cancelación se anunció apenas horas antes del inicio del espectáculo en el teatro Metropol de la ciudad de Bogotá.
El 21 de septiembre de 2012, la banda celebró el aniversario número treinta de su primera presentación en vivo dando inicio a una gira mundial con un concierto en el teatro The Forum en Londres, en el marco de la gira 30 Years of Thunder. El evento fue dividido en tres secciones: canciones de los primeros cuatro álbumes, un intermedio con la interpretación del álbum The Crimson Idol y un segmento final compuesto solamente de material nuevo.

### Golgotha(2015–presente)
El 2 de octubre de 2015 salió al mercado el álbum Golgotha, presentando canciones con un contenido lírico enfocado en el cristianismo. El disco tardó aproximadamente cuatro años en materializarse. El 2 de febrero de 2018 la banda publicó el álbum Re-Idolized (The Soundtrack to The Crimson Idol), una reedición del clásico álbum conceptual The Crimson Idol de 1992 con la adición de seis canciones inéditas y una producción fílmica titulada The Crimson Idol Movie.
El 28 de mayo de 2020 el guitarrista Bob Kulick, partícipe en la grabación de los álbumes The Crimson Idol y Still Not Black Enough, falleció a raíz de un fallo cardíaco. Tres meses después, el baterista Frankie Banali, músico de sesión de la agrupación entre 1989 y 2004, murió a causa de un cáncer pancreático.

## Significado del nombre de la banda
Tradicionalmente «W.A.S.P.» es el acrónimo inglés para «Blanco, Anglo-Sajón y Protestante» (White, Anglo-Saxon and Protestant). Este acrónimo hace referencia directa a los ingleses que colonizaron los Estados Unidos, sin embargo, la banda se ha mostrado contraria a revelar directamente el significado de su denominación siendo este tema motivo de especulación. W.A.S.P., sobre todo en sus inicios, se mostró muy provocador con la moral tradicional norteamericana y por ello, debido a su acrónimo recibieron distintas denominaciones descalificantes, entre otros por la organización conservadora Parents Music Resource Center (PMRC), que les denominaba «We Are Sexual Perverts» (Somos pervertidos sexuales) o «We Are Satanic People» (Somos gente satánica)
En una ocasión un periodista preguntó a Blackie Lawless sobre el significado de las siglas, a lo que el frontman respondió: «We Ain't Sure, Pal» (no estamos seguros, amigo).
En una entrevista realizada en febrero de 2010 al bajista Rik Fox, éste reconoció que la razón del nombre de la banda era principalmente la puntuación. Además sostuvo que antes de ellos nunca hubo una banda que usara ese tipo de nombre (olvidando que, por ejemplo, la agrupación estadounidense R.E.M. y D.R.I se habían formado dos años antes) y, en esencia, los puntos creaban una especie de curiosidad que le daría aún más relevancia a la banda.

## Miembros
Actuales
| [[File:Waspatmoscow04.jpg\|270px\|alt={{{Alt\|{{{descripción}}}]] | [[File:Doug Blair (WASP).JPG\|220px\|alt={{{Alt\|{{{descripción}}}]] | [[File:W.A.S.P. – Wacken Open Air 2014 10.jpg\|250px\|alt={{{Alt\|{{{descripción}}}]] |
| Blackie Lawless (Voz, guitarra rítmica)                           | Doug Blair (Guitarra líder, coros)                                   | Mike Duda (Bajo, coros)                                                               |

Miembros anteriores
| - Stet Howland - Batería - Tony Richards - Batería - Rik Fox - Bajo - Johnny Rod - Bajo - Frankie Banali - Batería y percusión - Chris Holmes - Guitarra - Randy Piper - Guitarra | - Steve Riley - Batería - Bob Kulick - Guitarra - Patrick Johansson - Batería (en directo) - Darrell Roberts - Guitarra - Mark Zavon - Guitarra - Mike Dupke - Batería |

## Discografía

### Álbumes de estudio
- W.A.S.P. (1984)
- The Last Command (1985)
- Inside the Electric Circus (1986)
- The Headless Children (1989)
- The Crimson Idol (1992)
- Still Not Black Enough (1995)
- Kill.Fuck.Die (1997)
- Helldorado (1999)
- Unholy Terror (2001)
- Dying for the World (2002)
- The Neon God: Part 1 – The Rise (2004)
- The Neon God: Part 2 – The Demise (2004)
- Dominator (2007)
- Babylon (2009)
- Golgotha (2015)
- Re-Idolized (The Soundtrack To The Crimson Idol) (2018)

### Álbumes en directo
- Live...In the Raw (1987)
- Double Live Assassins (1998)
- The Sting: Live at the Key Club L.A. (2000)

### Álbumes recopilatorios
- First Blood Last Cuts (1993)
- The Best of the Best: 1984-2000, Vol. 1 (2000)
- The Best of the Best (2007)

## Vídeografía
- Live at the Lyceum (1984)
- Videos... In The Raw (1987)
- First Blood Last Visions (1993)
- The Sting: Live at the Key Club L.A. (2000)
- Re-Idolized - "The Crimson Idol" Film (2017)